# Энгадин

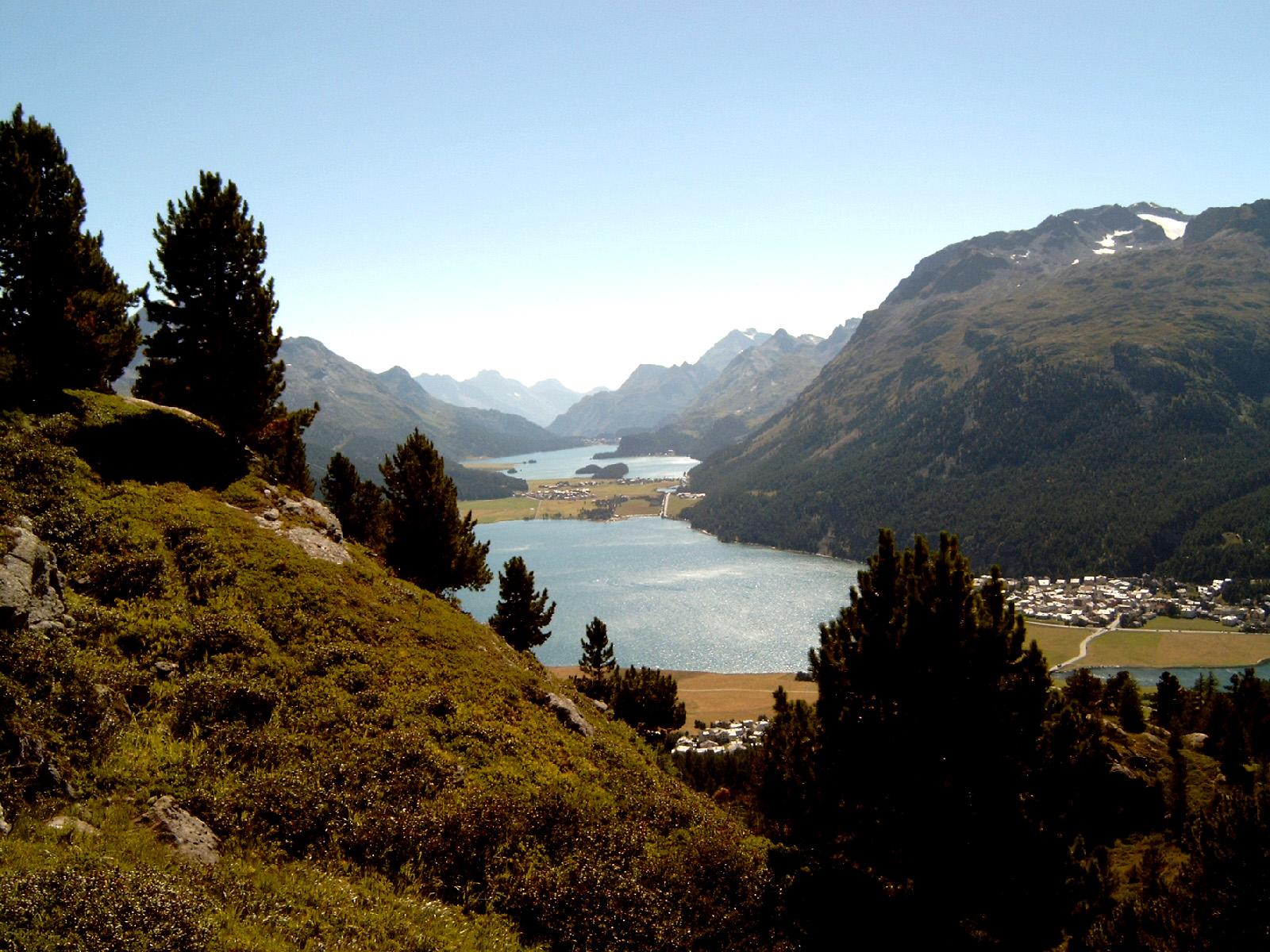
Верхний Энгадин.
Вид на озёра Зильс и Сильваплана

Энгади́н (нем. Engadin; рето-роман. и итал. Engiadina; фр. Engadine) — регион в швейцарском кантоне Граубюнден, округах Малоя и Инн, горно-туристический курорт.

## География
Расположен в долине реки Инн от перевала Малоя и до австрийской границы у перевала Финстермюнц. Характеризуется скудной гористой почвой, длинными зимами, большим количеством солнечных дней и малой влажностью воздуха. Язык энгадинцев — рето-романский (местный диалект).
Частично на территории Энгадина расположен Швейцарский национальный парк.
Долина разделена на две части: Верхний Энгадин (нем. Oberengadin, романш. Engiadin’Ota, долина расположена на высотах 1600—1800 м) и Нижний Энгадин (нем. Unterengadin, романш. Engiadina Bassa, долина расположена на высотах 1610—1019 м).
На территории Верхнего Энгадина расположены озёра — Зильс, Сильваплана, Кампфер и Санкт-Мориц. На данной территории преобладают кристаллические горные породы, граниты и гнейсы. Нижний Энгадин, расположенный между Цернецем и тирольской границей, богат известняковыми породами.
Район связан с другими швейцарскими долинами через горные перевалы. Железнодорожные линии Кур — Санкт-Мориц, Санкт-Мориц — Скуоль и Санкт-Мориц — Понтрезина — Тирано (Италия) связывают долину с крупными населенными пунктами.

## История

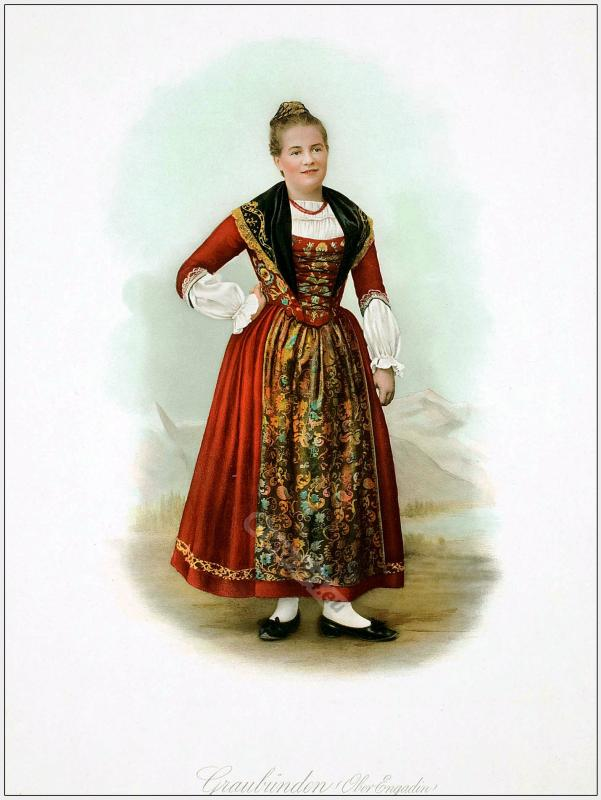
Национальный костюм, Верхний Энгадин

В древности Энгадин — часть римской провинции Реция Прима. В средневековье подчинялся епископам Кура. В 1367 году Энгадин вместе с другими землями, подчинёнными епископу, заключил «Божий союз», направленный в первую очередь против экспансии Габсбургов. Вместе с другими членами этого «союза» Энгадин вступил в 1498 году в состав 7 восточных кантонов Швейцарской Конфедерации. Прошедшая в 1526 году Реформация победила в долине Энгадин почти повсеместно.
В 1923 году режиссёр Арнольд Фанк снял здесь один из первых так называемых горных фильмов — «Охота на лис в Энгадине» (1923).

## Современность
Туризм — главный источник доходов. В районе расположены современные горные курорты и места зимних видов спорта — Зильс, Сильваплана, Санкт-Мориц (с минеральными источниками), Самедан, Малоя и Понтрезина. В Нижнем Энгадине расположены курорты Скуоль (Шульс), Тарасп и Вульпера, популярные благодаря целебным источникам.
С 1941 в соседних городках и деревнях долины ежегодно проводится международный музыкальный Энгадинский фестиваль (штаб-квартира в Санкт-Морице), программу которого составляют преимущественно солисты и небольшие вокальные / инструментальные ансамбли.
Кулинарный специалитет Энгадина — энгадинский ореховый торт.